# کاراکارای تاج‌دار جنوبی

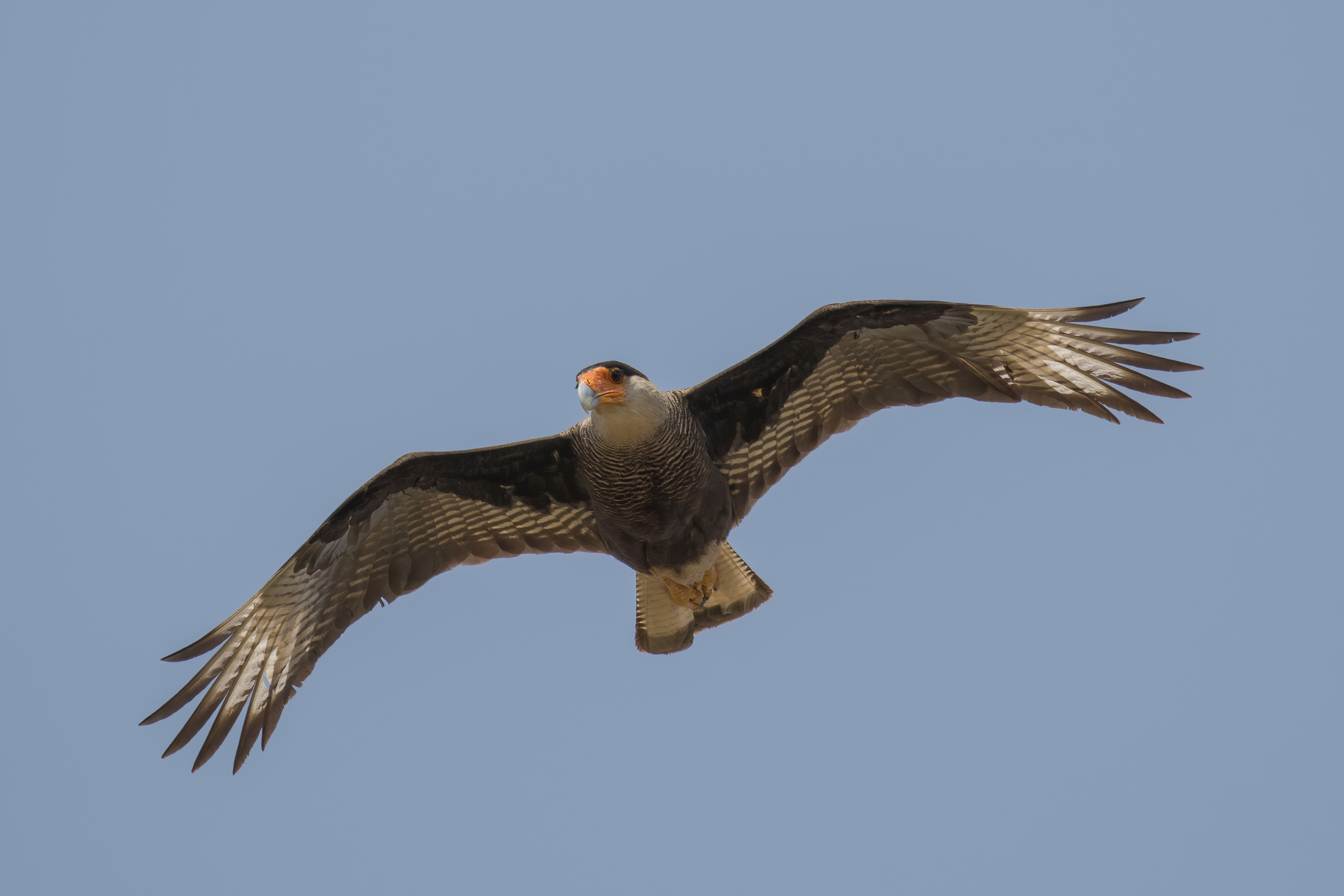
نگاره‌ای از یک کاراکارای تاجدار جنوبی در حین پرواز بر روی تالاب پانتانال، برزیل.

کاراکارای تاج‌دار جنوبی (نام علمی: Caracara plancus) نام یک گونه از تیره شاهینیان است.